# 阿爾法塔市鎮

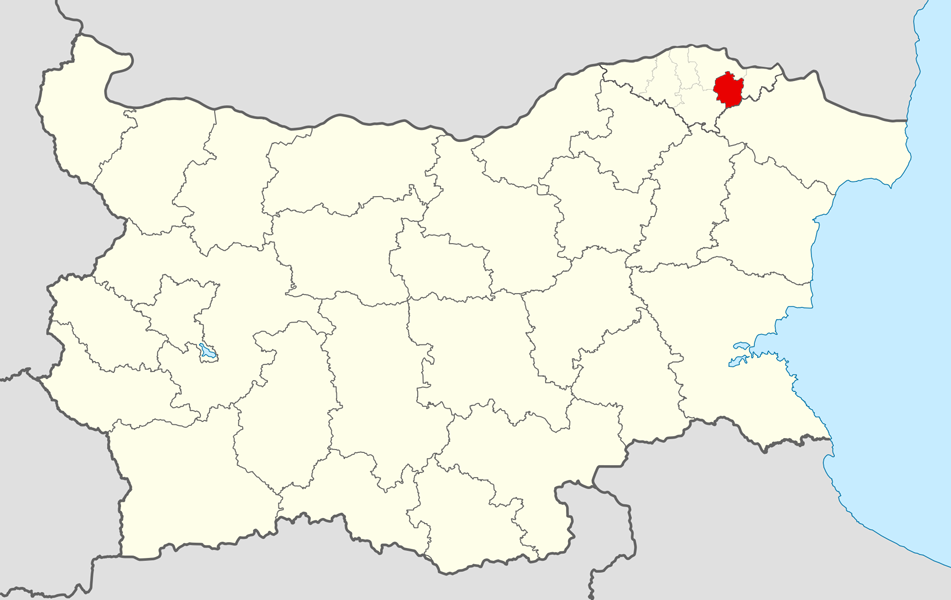

阿爾法塔市，是保加利亞的城鎮，位於該國東北部，由錫利斯特拉州負責管轄，首府設於阿爾法塔，面積248.57平方公里，2009年人口3,324，人口密度每平方公里13.37人。
43°55′N 27°17′E / 43.917°N 27.283°E